# Фаји
Фаји (фр. Failly) је насељено место у Француској у региону Лорена, у департману Мозел.
По подацима из 2011. године у општини је живело 559 становника, а густина насељености је износила 82,94 становника/km².

## Демографија
| 1962. | 1968. | 1975. | 1982. | 1990. | 2011. |
| ----- | ----- | ----- | ----- | ----- | ----- |
| 232   | 233   | 321   | 490   | 546   | 559   |